# Purna (organització)
Purna, fou una organització juvenil comunista que va néixer el febrer de 2010 fruit de la confluència entre les organitzacions Astral (antiga joventut d'Estat Aragonès) i Chobenalla Aragonesista (joventut de la CHA). Purna en un primer moment es declarà independentista, ecologista, revolucionària i feminista, essent els seus eixos principals la independència d'Aragó i el socialisme com a forma d'organització econòmica. Posteriorment, el 2022 i a través d'un procés de reorientació estratègica, van abandonar l'independentisme, assenyalant que "és hora de transformar el moviment aragonès en moviment socialista", en consonància amb altres processos a l'Estat espanyol. A inicis del maig de 2025, Purnas anuncià la seva dissolució i la integració de la seva militància a la Coordinadora Juvenil Socialista (CJS), organització juvenil de Moviment Socialista.

## Ideologia
El seu objectiu principal era "la construcció del socialisme com a única via possible per a la superació del capitalisme i l'emancipació de la classe treballadora". Tot i que reconeixia Aragó com una comunitat històrica, Purna no es declarava independentista, considerant que calia una coordinació estratègica entre les diferents forces dels territoris. De la mateixa manera es declarava ecologista lluitant contra projectes com el recreixement de Yesa o els pantans de Mularroya i Biscarrués. Reconeixia la realitat trilingüe d'Aragó provant d'empentar l'aragonès i el català en tots els seus comunicats i textos, i defensava un feminisme de classe.

## Presència
En el seu punt més àlgid, Purna tenia al voltant de mig centenar de militants repartits per tot el territori aragonès, tenint especial presència en les principals capitals del país on compta amb assemblees organitzades i en actiu. En concret a Osca, Terol i Saragossa, i també amb presència a les comarques del Baix Aragó, Calataiud, Serra d'Albarrasí i Jacetània.
Des de 2016 organitzaria el festival Esfendemos a Tierra amb la joventut d'Artieda i l'ajuntament d'Artieda, que fins llavors havia organitzat el Bloque Independentista de Cuchas amb música, cultura, activitat i propostes, amb zona d'acampada i autobús per arribar des de diferents punts d'Aragó.

## Relacions polítiques
Amb el canvi estratègic de 2022, Purna va intensificar els contactes i relacions amb altres estructures similars, com el Moviment Socialista d'Euskal Herria, Horitzó Socialista als Països Catalans, i la Trobada pel Procés Socialista a Castella. Culminant el maig de 2025 amb l'anunci a través d'un comunicat que Purna deixava d'existir després de quinze anys de la seva fundació i que la militància passaria a continuar la seva activitat dins de la Coordinadora Juvenil Socialista (CJS).